# Jeanne Cherhal
Jeanne Cherhal (ur. 28 lutego 1978) – francuska piosenkarka, autorka tekstów.

## Dyskografia
- Jeanne Cherhal (2002)
- [en même temps...] (Jeanne Cherhal & Matthieu Bouchet, 2002)
- Douze fois par an (2004)
- L'Eau (2006)